# Кеннеди, Мими
Ми́ми Ке́ннеди (англ. Mimi Kennedy, род. 25 сентября 1948) — американская комедийная актриса, телевизионный сценарист и продюсер. Кеннеди в первую очередь известна благодаря своей работе на телевидении, где она на протяжении пяти сезонов играла роль матери главной героини в ситкоме «Дарма и Грег» (1997—2002).
Кеннеди в начале карьеры снялась в недолго просуществовавших ситкомах Stockard Channing in Just Friends (1979), The Two of Us (1981—1982), Spencer (1984—1985), Family Man (1988) и Joe’s Life (1993). В дополнение к этому она работала редактором сценариев в прайм-тайм мыльной опере «Тихая пристань» в период между 1989—1991 годами. В 1991—1993 годах Кеннеди расширила своё амплуа актрисы ситкомов, исполнив одну из ролей в драматическом сериале «В тылу». В 1996—1997 годах она играла роль матери Шеннон Стерджес в прайм-тайм мыльной опере «Саванна», а после появилась в «Тихие палисады». В 2006 году она работала в дневной мыльной опере «Молодые и дерзкие» во второстепенной роли, а в дополнение к этому в последние годы появилась в таких сериалах как «Сильное лекарство», «Анатомия страсти», «Доктор Хаус», «Скорая помощь», «Частная практика», «Мыслить как преступник», «Скандал» и «До смерти красива». С 2013 года, Кеннеди имеет регулярную роль второго плана в ситкоме CBS «Мамочка».
Помимо работы на телевидении, Кеннеди сыграла небольшие роли в кинофильмах «Шансы есть» (1989), «Врубай на полную катушку» (1990), «Смерть ей к лицу» (1992), «Эрин Брокович» (2000), «В петле» (2009), «Впритык» (2010), «Полночь в Париже» (2011) и «Немножко женаты» (2012).
Мими Кеннеди возглавляет Консультативный совет организации «Прогрессивные демократы Америки» и на президентских праймериз Демократической партии поддерживает кампании левых кандидатов, таких как Деннис Кусинич в 2004 году и Берни Сандерс в 2016 году.

## Избранная фильмография
| Год  |   | Русское название | Оригинальное название | Роль       |
| ---- | - | ---------------- | --------------------- | ---------- |
| 2006 | с | Доктор Хаус      | House                 | Грета Симс |